# Platymantis magnus
Platymantis magnus är en groddjursart som beskrevs av Brown och Menzies 1979. Platymantis magnus ingår i släktet Platymantis och familjen Ceratobatrachidae. IUCN kategoriserar arten globalt som livskraftig. Inga underarter finns listade i Catalogue of Life.